# Court Tomb von Ballyalton

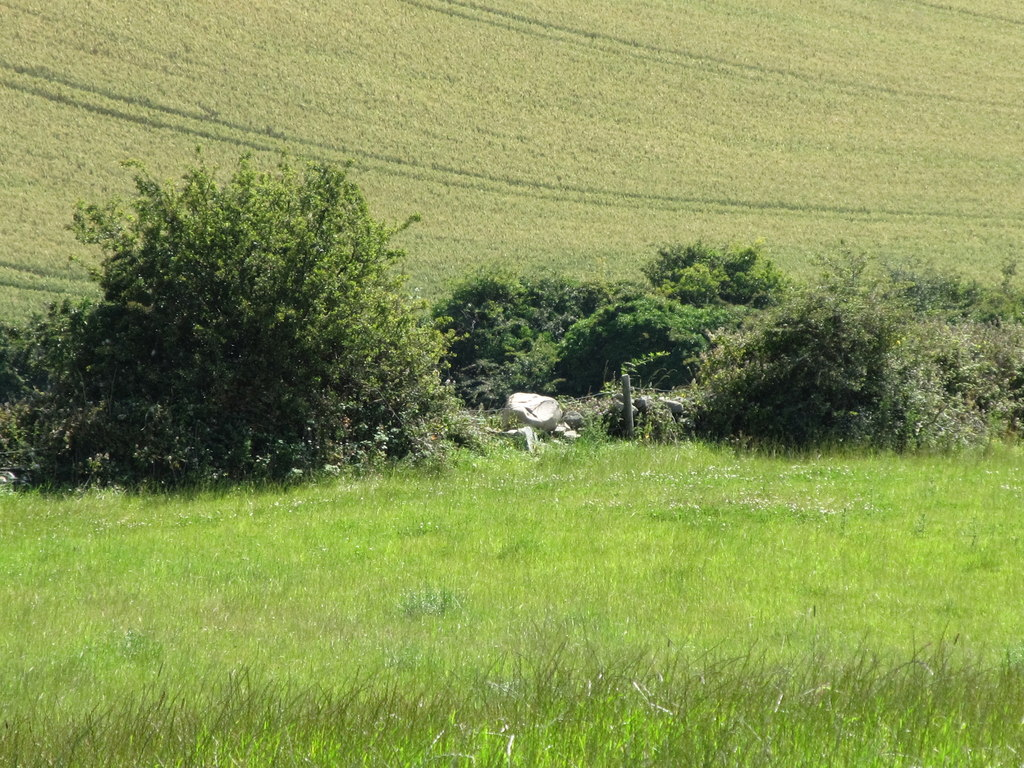
Ballyalton

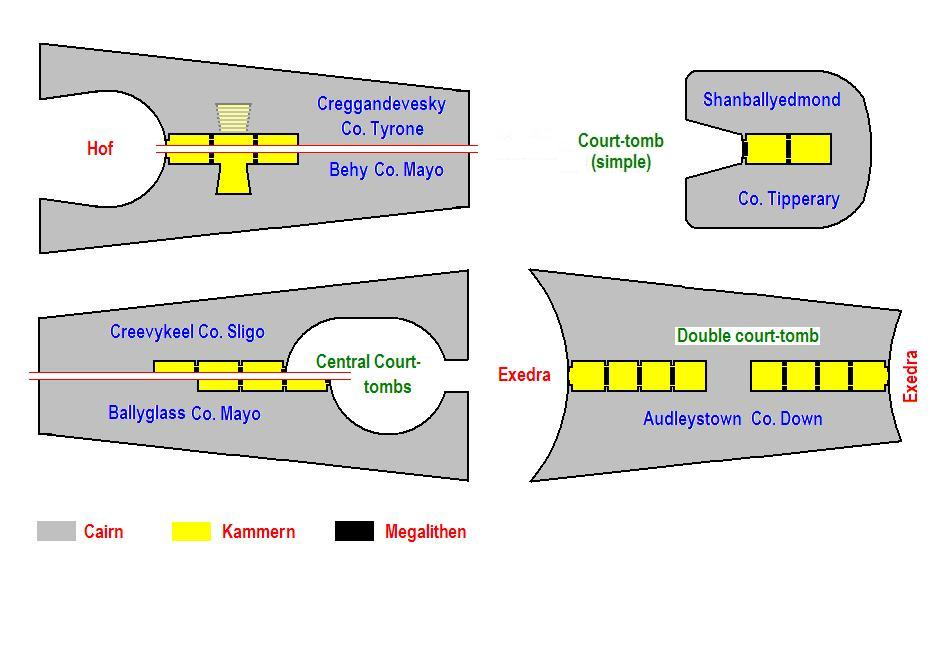
Formen von Court Tombs

Das in einem Dornendickicht liegende Court Tomb von Ballyalton liegt auf einem Felsaufschluss bei Ballyalton (irisch Baile Altúin), etwa 4,0 km östlich von Downpatrick, im County Down, in Nordirland. Court Tombs gehören zu den megalithischen Kammergräbern (englisch chambered tombs) der Insel. Sie werden in etwa 400 Exemplaren nahezu ausschließlich im Norden von Irland beziehungsweise in Nordirland gefunden.
Vom östlichen Hof (englisch court) sind sechs Steine erhalten. Zwei von ihnen sind die Portalsteine, einer zweikammerigen Galerie von der viele Steine überlebten deren maximale Höhe etwa 1,0 m beträgt. 
Die Ausgrabung im Jahre 1933 erbrachte die fragmentarischen Knochen von mindestens sieben Individuen und Scherben von mindestens 20 verzierten Gefäßen. Der Begriff „Ballyalton Ware“ oder Ballyalton Bowls wird auf ähnliche Gefäße von anderen Standorten angewendet. Zahlreiche Feuersteine wurden gefunden, darunter eine rautenförmige Pfeilspitze, mehrere plankonvexe Messer und einige hohle Schaber. In den Standlöchern zweier Steine des Courts wurden zerbrochene Äxte aus Feuerstein gefunden.
In der Nähe liegt das Portal Tomb von Loughmoney.